# Franz Bergel
Franz Bergel (geboren 13. Februar 1900 in Wien, Österreich-Ungarn; gestorben 1. Januar 1987 in Bel Royal, Jersey) war ein österreichisch-britischer Biochemiker.

## Leben
Franz Bergel war der zweite Sohn des Weinhändlers Moritz Martin Bergel und der Barbara Betty Spitz. Nach dem Besuch eines Realgymnasiums in Wien wurde zum Ende des Ersten Weltkriegs noch Soldat der k. u. k. Armee. Er studierte medizinische Chemie in Wien bei Hans Fischer, in Würzburg und wurde 1924 mit einer Arbeit über Oxydationsvorgänge bei Heinrich Wieland in Freiburg im Breisgau promoviert. 1929 habilitierte er sich als Privatdozent an derselben Universität. Von 1927 bis 1933 war Bergel Vorsteher der Abteilung für medizinische Chemie des Instituts für Chemie der Universität Freiburg und von 1929 bis 1933 nahm er als Privatdozent Unterrichtsverpflichtungen wahr.
Nach der Machtergreifung der Nationalsozialisten emigrierte Bergel nach Großbritannien. Von 1933 bis 1938 war er als Forscher am Medical Chemistry Department der Universität Edinburgh und dann am Lister Institute of Preventive Medicine in London tätig. In Edinburgh arbeitete er zusammen mit A. R. Todd an der Aufklärung der Struktur und Synthese des Vitamin B1 und der Isolierung von Vitamin E.
1938 erhielt Bergel einen Ph.D.-Abschluss der Universität London. Im selben Jahr wurde er in Großbritannien eingebürgert.
Von 1938 bis 1952 amtierte Bergel als Direktor der Forschungsabteilung der Roche Products Ltd in Welwyn Garden City. Dort arbeitete er an synthetischen Analgetika, an Cannabinoiden, Antibakterials und Vitaminen. Seit 1946 war er zudem Ehrenvortragender am University College in London.
Von 1952 bis 1966 unterrichtete Bergel als Professor für Chemie am Chester Beatty Research Institute of Cancer Research am Royal Cancer Hospital in London. In den Jahren 1963 bis 1966 stand er diesem als Dekan vor. 1966 wurde er emeritiert.
In den Jahren 1959/1960 und ab 1967 war Bergel Gastlektor bei der Children’s Cancer Research Foundation der Harvard University und fachärztlicher Berater an der Harvard Medical School.
Bergels Forschungsschwerpunkt war die Krebsforschung, insbesondere die Chemotherapie. Zudem initiierte er die biochemische Untersuchung von Tumoren, um mittels einer Enzymtherapie bestimmten Tumoren essentielle Nährstoffe zu entziehen. 
1959 wurde Bergel als Fellow in die Royal Society aufgenommen. Des Weiteren war er Mitglied der Biochemistry Society und der American Association for the Advancement of Science.

## Schriften
- Über den Mechanismus der Oxydationsvorgänge: Zum oxydativen Abbau der Aminosäuren, 1924.